# White Knight Chronicles II
White Knight Chronicles II (白騎士物語 -光と闇の覚醒-?, Shirokishi Monogatari: Hikari to Yami no Kakusei, lett. White Knight Chronicles: Il risveglio della luce e delle tenebre) è un videogioco sviluppato dalla Level-5 e pubblicato dalla Sony Computer Entertainment in Giappone ed Europa, oltre che dalla D3 Publisher in America del Nord, esclusivamente per console PlayStation 3. Il videogioco è un sequel diretto del titolo del 2008, White Knight Chronicles, ed è stato annunciato in occasione del TGS 2009. Il videogioco è stato pubblicato in Giappone l'8 luglio 2010. In Europa, il gioco è stato pubblicato il 10 giugno 2011 ed il 9 giugno 2011 in Australia e Nuova Zelanda, mentre in America il gioco è uscito il 2 agosto 2011.
Il titolo permette al giocatore di trasferire i propri personaggi da White Knight Chronicles: Origins, insieme alle loro attrezzature e ranghi della gilda. Il gioco contiene anche una versione rimasterizzata dell'originale White Knight Chronicles.

## Modalità di gioco
White Knight Chronicles II è, come il suo predecessore, un gioco in terza persona con un'intercambiabile prospettiva in prima persona. Sono stati fatti alcuni cambiamenti rispetto al primo capitolo per migliorare il gameplay in tutti gli aspetti, come nuove meccaniche del sistema di combattimento, più combo, nuove armature e armi da creare, nuovi nemici e nuovi dungeon.

### Georama
Il sistema Georama, una modalità online che permette ai giocatori di creare la propria città, è tornato con vari cambiamenti. Adesso i giocatori possono completare le quest online con i loro amici in 6 invece che in 4.

## Accoglienza
La rivista Play Generation diede al gioco un punteggio di 78/100, apprezzando la presenza del primo episodio in regalo e la modalità cooperativa online e come contro il sistema di combattimento poco fluido che poteva causare eccessivi cali di ritmo, finendo per trovarlo un titolo che tutti gli appassionati del genere dovevano tenere in seria considerazione, dato che presentava un buon mix di giocabilità e longevità.